# El Encanto (Amazonas)
El Encanto ist ein nicht-kommunalisiertes Gebiet im Departement Amazonas in Kolumbien. Es wird von 4.376 Einwohnern bewohnt. Es liegt auf 158 Metern über dem Meeresspiegel. Am 4. Dezember 1951 wurde es als Corregimiento gegründet, 1953 bestätigt und 1991 durch Artikel 21 der Präsidentschaft am 4. Oktober 1991 zum Corregimiento des Departements erhoben. Es hat eine Fläche von 10.724 Quadratkilometern.

## Vorschlag für die Einrichtung einer Verbandsgemeinde
Seit mehreren Jahren gibt es einen Vorschlag zur Schaffung einer Verbandsgemeinde im Departement Amazonas aus den nicht-kommunalisierten Gebieten von El Encanto, La Chorrera, Puerto Alegría und Puerto Arica.
Genau dort befand sich eines der beiden Hauptlager der Firma Arana, eines peruanischen Unternehmens, das den natürlich im Amazonasdschungel vorkommenden Kautschuk abbaute, indem es die indigene Bevölkerung ausbeutete. Nur in Kolumbien betraf es schätzungsweise 52 einheimische Zivilisationen. Das Material wurde nach Großbritannien exportiert und dort für Reifen in der Automobilindustrie, aber auch zur industriellen Entwicklung genutzt. 

## Miss Universe Colombia
Als erstes indigenes Reservat präsentierte sich El Encanto im Jahr 2020 bei einem großen Schönheitswettbewerb in Kolumbien. Dayana Cardenas nahm die Herausforderung an, als Repräsentantin in des Cabildo El Encanto Amazonas am Wettbewerb Miss Universe Colombia teilzunehmen. Wenige Tage vor ihrer Teilnahme an der Miss Universe wurde das indigene Cabildo mit dem Besuch von Laura Olascuaga, der Armada de la República de Colombia, dem Sender RCN und den Direktoren der Miss Universe Colombia geehrt, was die Unterstützung der indigenen Gemeinschaft für die Organisation deutlich machte.